# ATP Palermo
Das ATP-Turnier von Palermo (offiziell Campionati Internazionali Di Sicilia) war ein Herren-Tennisturnier, das im italienischen Palermo auf Sandplätzen gespielt wurde. Es fand jährlich im September als eines der letzten Sandplatzturniere des Jahres statt.

## Geschichte
Das Turnier wurde 1935 zum ersten Mal ausgetragen, damals unter dem Namen International Championships of Sicily. Ab 1979 war es Teil des Grand Prix Tennis Circuit, bis dieser 1990 in die ATP Tour aufging. Dort war das Turnier in Palermo bis 2006 Teil der International Series, der niedrigsten Kategorie. Das Starterfeld bestand im Einzel aus 32 Spielern und im Doppel aus 16 Startern.
Austragungsstätte war das Circolo Tennis Palermo.

## Siegerliste
Einziger mehrfacher Sieger im Einzel ist Alberto Berasategui. Im Doppel gewann Mariano Hood das Turnier viermal.

### Einzel
| Jahr | Sieger                  | Finalist            | Finalergebnis   |
| ---- | ----------------------- | ------------------- | --------------- |
| 2006 | Filippo Volandri        | Nicolás Lapentti    | 5:7, 6:1, 6:3   |
| 2005 | Igor Andrejew           | Filippo Volandri    | 0:6, 6:1, 6:3   |
| 2004 | Tomáš Berdych           | Filippo Volandri    | 6:3, 6:3        |
| 2003 | Nicolás Massú           | Paul-Henri Mathieu  | 1:6, 6:2, 7:60  |
| 2002 | Fernando González       | José Acasuso        | 5:7, 6:3, 6:1   |
| 2001 | Félix Mantilla          | David Nalbandian    | 7:62, 6:4       |
| 2000 | Olivier Rochus          | Diego Nargiso       | 7:614, 6:1      |
| 1999 | Arnaud Di Pasquale      | Alberto Berasategui | 6:1, 6:3        |
| 1998 | Mariano Puerta          | Franco Squillari    | 6:3, 6:2        |
| 1997 | Alberto Berasategui (2) | Dominik Hrbatý      | 6:4, 6:2        |
| 1996 | Karim Alami             | Adrian Voinea       | 7:5, 2:1 aufgg. |
| 1995 | Francisco Clavet        | Jordi Burillo       | 6:73, 6:3, 7:61 |
| 1994 | Alberto Berasategui (1) | Àlex Corretja       | 2:6, 7:66, 6:4  |
| 1993 | Thomas Muster           | Sergi Bruguera      | 7:62, 7:5       |
| 1992 | Sergi Bruguera          | Emilio Sánchez      | 6:1, 6:3        |
| 1991 | Frédéric Fontang        | Emilio Sánchez      | 1:6, 6:3, 6:3   |
| 1990 | Franco Davín            | Juan Aguilera       | 6:1, 6:1        |
| 1989 | Guillermo Pérez Roldán  | Paolo Canè          | 6:1, 6:4        |
| 1988 | Mats Wilander           | Kent Carlsson       | 6:1, 3:6, 6:4   |
| 1987 | Martín Jaite            | Karel Nováček       | 7:6, 6:7, 6:4   |
| 1986 | Ulf Stenlund            | Pablo Arraya        | 6:2, 6:3        |
| 1985 | Thierry Tulasne         | Joakim Nyström      | 6:2, 6:0        |
| 1984 | Francesco Cancellotti   | Miloslav Mečíř      | 6:0, 6:3        |
| 1983 | Jimmy Arias             | José Luis Clerc     | 6:2, 2:6, 6:0   |
| 1982 | Mario Martínez          | John Alexander      | 6:4, 7:5        |
| 1981 | Manuel Orantes          | Pedro Rebolledo     | 6:4, 6:0, 6:0   |
| 1980 | Guillermo Vilas         | Paul McNamee        | 6:4, 6:0, 6:0   |
| 1979 | Björn Borg              | Corrado Barazzutti  | 6:4, 6:0, 6:4   |

### Doppel
| Jahr | Sieger                                | Finalist                             | Finalergebnis   |
| ---- | ------------------------------------- | ------------------------------------ | --------------- |
| 2006 | Martín García (3) Luis Horna          | Mariusz Fyrstenberg Marcin Matkowski | 7:61, 7:62      |
| 2005 | Martín García (2) Mariano Hood (4)    | Mariusz Fyrstenberg Marcin Matkowski | 6:2, 6:3        |
| 2004 | Lucas Arnold Ker (3) Mariano Hood (3) | Gastón Etlis Martín Rodríguez        | 7:5, 6:2        |
| 2003 | Lucas Arnold Ker (2) Mariano Hood (2) | František Čermák Leoš Friedl         | 7:66, 6:73, 6:3 |
| 2002 | Lucas Arnold Ker (1) Luis Lobo        | František Čermák Leoš Friedl         | 6:4, 4:6, 6:2   |
| 2001 | Tomás Carbonell (2) Daniel Orsanic    | Enzo Artoni Emilio Benfele Álvarez   | 6:2, 2:6, 6:2   |
| 2000 | Tomás Carbonell (1) Martín García (1) | Pablo Albano Marc-Kevin Goellner     | kampflos        |
| 1999 | Mariano Hood (1) Sebastián Prieto     | Lan Bale Alberto Martín              | 6:3, 6:1        |
| 1998 | Donald Johnson Francisco Montana      | Pablo Albano Daniel Orsanic          | 6:4, 7:6        |
| 1997 | Andrew Kratzmann (2) Libor Pimek      | Hendrik Jan Davids Daniel Orsanic    | 3:6, 6:3, 7:6   |
| 1996 | Andrew Kratzmann (1) Marcos Ondruska  | Cristian Brandi Emilio Sánchez       | 7:6, 6:4        |
| 1995 | Àlex Corretja Fabrice Santoro         | Hendrik Jan Davids Piet Norval       | 6:7, 6:4, 6:3   |
| 1994 | Tom Kempers (2) Jack Waite            | Neil Broad Greg Van Emburgh          | 7:6, 6:4        |
| 1993 | Sergio Casal (2) Emilio Sánchez (2)   | Juan Garat Jorge Lozano              | 6:3, 6:3        |
| 1992 | Johan Donar Ola Jonsson               | Horacio de la Peña Vojtěch Flégl     | 5:7, 6:3, 6:4   |
| 1991 | Jacco Eltingh Tom Kempers (1)         | Emilio Sánchez Javier Sánchez        | 3:6, 6:3, 6:3   |
| 1990 | Sergio Casal (1) Emilio Sánchez (1)   | Carlos Costa Horacio de la Peña      | 6:3, 6:4        |
| 1989 | Peter Ballauff Rüdiger Haas           | Goran Ivanišević Diego Nargiso       | 6:2, 6:7, 6:4   |
| 1988 | Carlos di Laura Marcelo Filippini     | Alberto Mancini Christian Miniussi   | 6:2, 6:0        |
| 1987 | Leonardo Lavalle Claudio Panatta      | Petr Korda Tomáš Šmíd                | 3:6, 6:4, 6:4   |
| 1986 | Paolo Canè Simone Colombo             | Claudio Mezzadri Gianni Ocleppo      | 7:5, 6:3        |
| 1985 | Colin Dowdeswell Joakim Nyström       | Sergio Casal Emilio Sánchez          | 6:4, 6:7, 7:6   |
| 1984 | Tomáš Šmíd Blaine Willenborg          | Adriano Panatta Henrik Sundström     | 6:7, 6:3, 6:0   |
| 1983 | Pablo Arraya José Luis Clerc          | Tian Viljoen Danie Visser            | 1:6, 6:4, 6:4   |
| 1982 | Gianni Marchetti Enzo Vattuone        | José Luis Damiani Diego Pérez        | 6:4, 6:7, 6:3   |
| 1981 | José Luis Damiani Diego Pérez         | Jaime Fillol Belus Prajoux           | 6:1, 6:4        |
| 1980 | Gianni Ocleppo Ricardo Ycaza          | Víctor Pecci Balázs Taróczy          | 6:2, 6:2        |
| 1979 | Peter McNamara Paul McNamee           | Ismail El Shafei John Feaver         | 7:5, 7:6        |